# Anders Udde
Anders Udde (Andreas Udd), död omkring 1734, var en svensk hantverksmålare och målare.
Han var gift med Maria Andersdotter Fyrman. Av bevarade handlingar vet man att Udde 1792 utförde måleriarbeten och förgyllde tre nummertavlor för Riddarholmskyrkan i Stockholm. Han utförde som kopist ett porträtt av riksrådet Abraham Brahe som numera ingår i Uppsala universitets konstsamling. För Salsta slott utförde han ett flertal porträtt som auktionerades ut 1875 och därmed blev spridda bland ett flertal privata samlare. Udde finns representerad med porträtt vid bland annat Skokloster slott och Fellingsbro kyrka.  